# Équipe des Fidji de rugby à sept
Cet article traite de l'équipe masculine. Pour l'équipe féminine, voir Équipe des Fidji féminine de rugby à sept.
L'Équipe de rugby à sept des Fidji est l'une des plus populaires et l'une des meilleures des équipes de rugby à sept dans le monde, première championne olympique de rugby à sept en 2016, offrant à l'archipel du Pacifique Sud son premier titre et même sa toute première médaille olympique. Ils ont remporté 9 fois (record) le Hong Kong Sevens depuis sa création en 1976. Les Fidji ont également remporté trois fois la Coupe du monde de rugby à sept en 1997, 2005 et 2022, et sont les quadruples vainqueurs des World Rugby Sevens Series, en 2006, en 2015, 2016 et 2019. L'équipe des Fidji remporte son deuxième titre olympique le 28 juillet 2021 en battant la Nouvelle-Zélande 27-12 en finale du tournoi olympique des Jeux de Tokyo 2020. La France met fin à cette suprématie en les battant 28 à 7 lors des Jeux olympiques de 2024 à Paris.
L'équipe représente les Fidji dans les principales compétitions internationales : Jeux olympiques, Coupe du monde, World Rugby Sevens Series et Jeux du Commonwealth.

## Historique

### Débuts dans les séries mondiales
En 1999 l'instance internationale IRB modifie globalement le format des compétitions de rugby à sept pour créer une compétition mondiale: les IRB Sevens World Series (qui deviendront plus tard les World Rugby Sevens Series).
A cette époque les résultats de la Fiji Rugby Union en 2000 sont horribles. À la fin décembre 2000, la FRU avait accumulé F$933 306 de pertes. Les Fidji font alors appel à l'IRB, argumentant que cette compétition avait été faite autour de l'équipe des Fidji et qu'elle n'était pas capable d'y participer avec le budget alloué.
À la suite de cet appel des fonds sont attribués aux équipes des îles du Pacifique qui purent ainsi participer aux Sevens World Series.
À la fin novembre 2001, la FRU avait un bénéfice de F$560 311 contre une perte nette de F$675 609 à la fin de l'année précédente.

### Domination mondiale de l'équipe des Fidji
Le « Fiji Sevens » remporte les World Rugby Sevens Series deux fois consécutivement, en 2015 et 2016. Lors des Jeux olympiques de Rio, le capitaine Osea Kolinisau est le porte-drapeau des Fidji lors de la cérémonie d'ouverture. La formation domine le tournoi masculin et remporte la finale face à la Grande-Bretagne sur le score de 43 à 7. Il s'agit du premier titre, et même de la première médaille des Fidji aux Jeux Olympiques.
En 2017, les joueurs de l'équipe nationale de rugby à 7 ont eu l'honneur de voir sortir un billet de 7 dollars à leur effigie pour célébrer leur titre de champion olympique à Rio en 2016. Entraîneur mythique de cette formation, l'Anglais Ben Ryan apparait sur le revers de la pièces de 50 centimes.
Le sept fidjien bat la Nouvelle-Zélande 27-12 en finale du tournoi des Jeux de Tokyo 2020, le 28 juillet 2021.
L'équipe restera invaincue en compétition olympique jusqu'à la finale du tournoi des Jeux de Paris 2024, où elle s'inclinera contre la France 28-7.

## Résultats

### Jeux olympiques
- 2024 (Paris) :  Médaille d'argent
- 2020 (Tokyo) :  Médaille d'or
- 2016 (Rio de Janeiro) :  Médaille d'or

### Coupe du monde
- 1993 (Édimbourg, Écosse): Demi-finale
- 1997 (Hong Kong): Vainqueur
- 2001 (Mar del Plata, Argentine): Demi-finale
- 2005 (Hong Kong): Vainqueur
- 2009 (Dubaï, Émirats arabes unis) : Quart de finale
- 2013 (Moscou, Russie) : Troisième
- 2018 (San Francisco, États-Unis) : Demi-finale (quatrième place)
- 2022 (Le Cap, Afrique du Sud) : Vainqueur

### World Rugby Sevens Series
Classement final
- 2018/2019: 1er (186 pts) (4e titre)
- 2017/2018: 2e (180 pts)
- 2016/2017: 3e (150 pts)
- 2015/2016: 1er (181 pts) (3e titre)
- 2014/2015: 1er (164 pts) (2e titre)
- 2013/2014: 3e (144 pts)
- 2012/2013: 3e (121 pts)
- 2011/2012: 2e (161 pts)
- 2010/2011: 4e (122 pts)
- 2009/2010: 4e (108 pts)
- 2008/2009: 2e (102 pts)
- 2007/2008: 4e (94 pts)
- 2006/2007: 2e (128 pts)
- 2005/2006: 1er (144 pts) (détrônant la Nouvelle-Zélande seul autre vainqueur à six reprises)
- 2004/2005: 2e (88 pts)
- 2003/2004: 4e (84 pts)
- 2002/2003: 3e (94 pts)
- 2001/2002: 4e (122 pts)
- 2000/2001: 3e (124 pts)
- 1999/2000: 2e (180 pts)

Étapes remportées (41)
- Vainqueur de l'étape sud-africaine     en 1999, 2002, 2005, 2018
- Vainqueur de l'étape argentine                                       en 2000, 2002
- Vainqueur de l'étape néo-zélandaise     en 2000, 2006, 2010, 2018, 2019
- Vainqueur de l'étape australienne         en 2000, 2007, 2011, 2012, 2014
- Vainqueur de l'étape japonaise                en 2000, 2014
- Vainqueur de l'étape singapourienne                                  en 2006, 2018
- Vainqueur de l'étape anglaise                en 2006, 2012, 2018, 2019
- Vainqueur de l'étape américaine                 en 2007, 2015, 2016
- Vainqueur de l'étape de Hong-Kong               en 2009, 2012, 2013, 2015, 2016, 2017, 2018, 2019
- Vainqueur de l'étape écossaise             en 2009, 2015
- Vainqueur de l'étape de Dubaï                 en 2013, 2015
- Vainqueur de l'étape du Canada en 2018
- Vainqueur de l'étape de France en 2019

### Jeux du Commonwealth
- Médaille d'argent en 1998 et en 2002 , 2022
- Médaille de Bronze en 2006

### Jeux mondiaux
- Médaille d'or en 2001, 2005 et 2009

## Effectif

### Effectif actuel
Effectif actuel[Quand ?]
- Pio Tuwai
- Semi Kunatani
- Jasa Veremalua
- Viliame Mata
- Isake Katonibau
- Emosi Mulevoro
- Vatemo Ravouvou
- Osea Kolinisau
- Jerry Tuwai
- Sevuloni Mocenacagi
- Savenaca Rawaca
- Apisai Domolailai

## Joueurs emblématiques
Joueurs élus meilleur joueur international de rugby à sept par l'IRB
- Samisoni Viriviri en 2014

## Autres joueurs
| - Semisi Naevo - Emosi Vucago - Setefano Cakau - Mosese Volavola - Simione Saranavanua - Waisale Serevi - Mesake Davu - William Ryder - Lepani Nabuliwaqa - Etonia Naba - Sireli Naqelevuki - Metuisela Talebula - Alipate Ratini - Josua Tuisova | - Marika Vunibaka - Vilimoni Delasau - Jone Daunivucu - Manasa Bari - Rupeni Caucaunibuca - Sireli Bobo - Kameli Ratuvou - Jope Tuikabe - Temesia Kaumaia - Seru Rabeni - Viliame Satala - Apolosi Satala - Nasoni Roko - Randall Kamea |

## Entraîneurs
- 2013-2016 : Ben Ryan
- 2016- : Gareth Baber